# El-Maasara
El-Maasara est situé en Égypte, au sud de la banlieue du Caire sur la rive est du Nil. Ce quartier, desservi par la station éponyme du métro du Caire (cinquième station avant le terminus à Helwan), a servi de carrières de pierres dans l'Égypte antique, fournissant aux pharaons de l'Ancien Empire et du Moyen Empire les pierres de calcaire fin destinées à l'édification de leurs monuments et tombeaux.